# Вільне творче навчання
Вільне творче навчання (Liberalartseducation) — концепція, розрахована на самостійне формування здобувачем вищої освіти траєкторії власного навчання. Вона значною мірою спирається на курси вільного вибору. Цей підхід спрямований на персональне зростання здобувачів вищої освіти, включно з їхніми інтелектуальними спроможностями, здатністю приймати рішення, мати широкий світогляд тощо, а також на підвищення якості освітнього процесу здобуття вищої освіти. Пов'язаний із західною традицією навчання «вільних мистецтв», зокрема представленою в системі американських liberalartscolleges, що відносяться до закладів вищої освіти. Цей підхід принципово відрізняється від професійної підготовки й залучення здобувачів вищої освіти до наукових досліджень.